# Brede bloedzuiger
De brede bloedzuiger (Glossiphonia complanata) is een ringworm uit de familie Glossiphoniidae. De wetenschappelijke naam van de soort werd gepubliceerd in 1758 door Carl Linnaeus in de tiende editie van Systema naturae.